# Sprötmalva
Sprötmalva (Modiola caroliniana) är en malvaväxtart som först beskrevs av Carl von Linné, och fick sitt nu gällande namn av G. Don fil.. Sprötmalva ingår i släktet sprötmalvor, och familjen malvaväxter. Inga underarter finns listade i Catalogue of Life.

## Bildgalleri

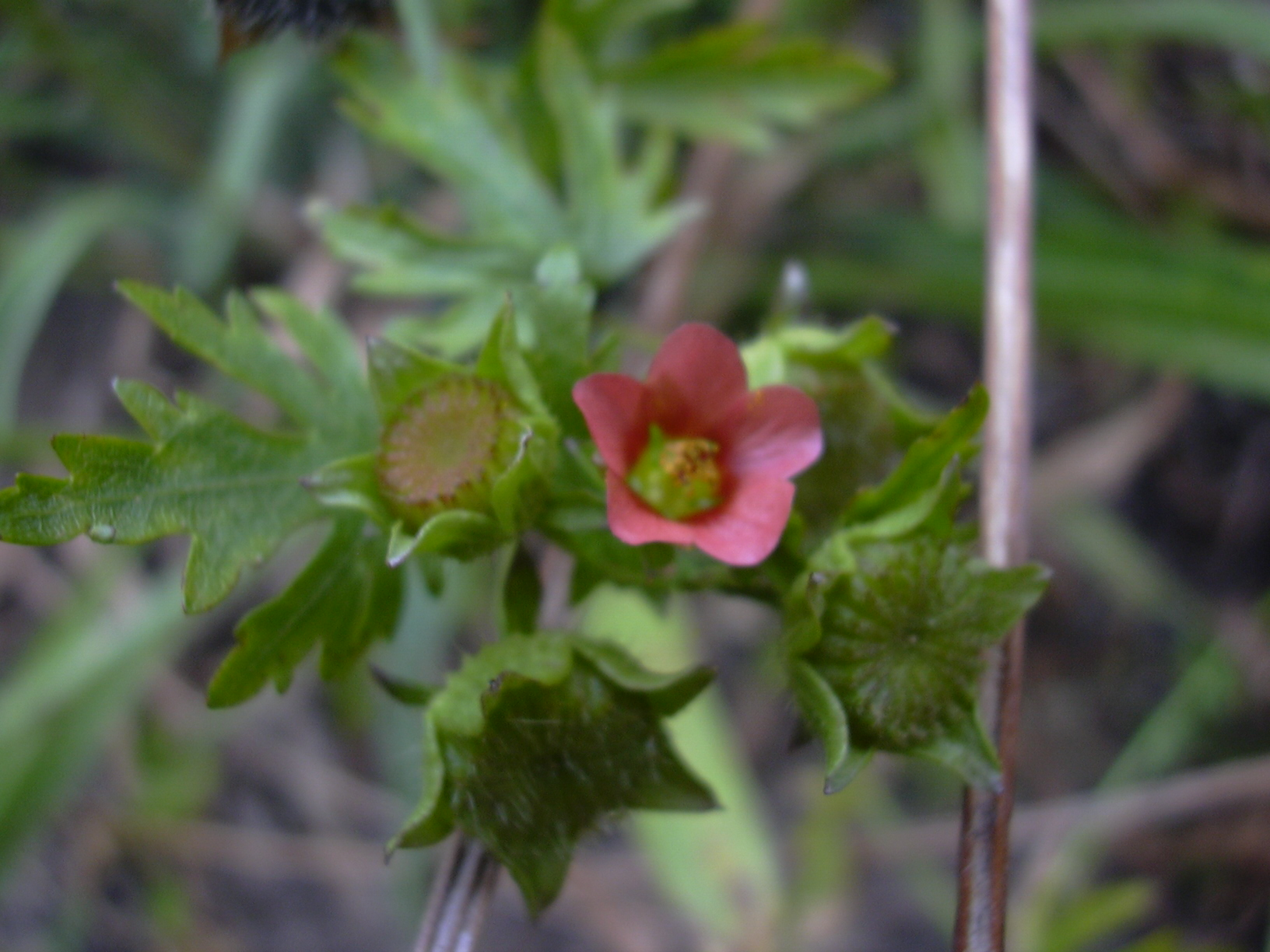
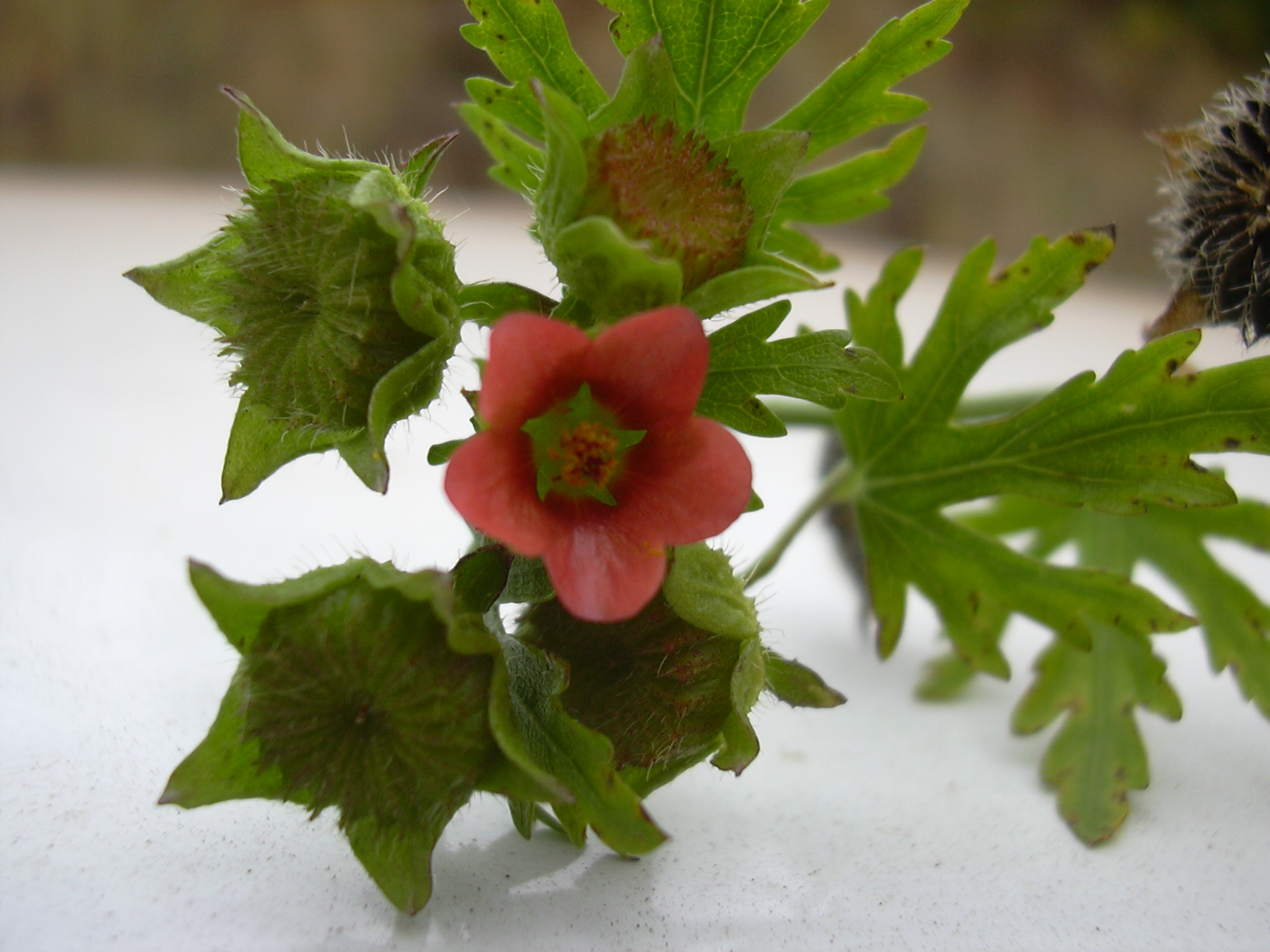
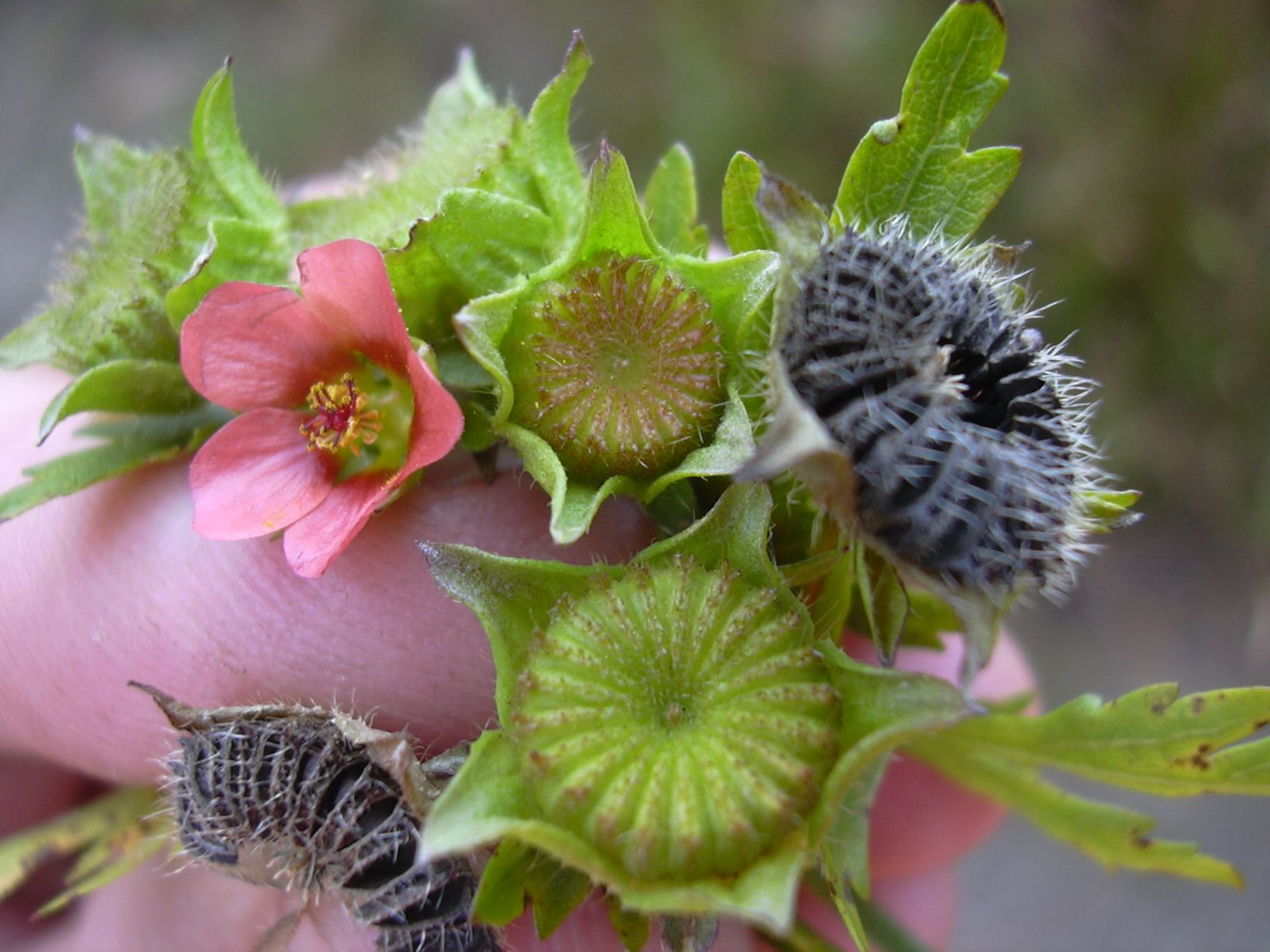
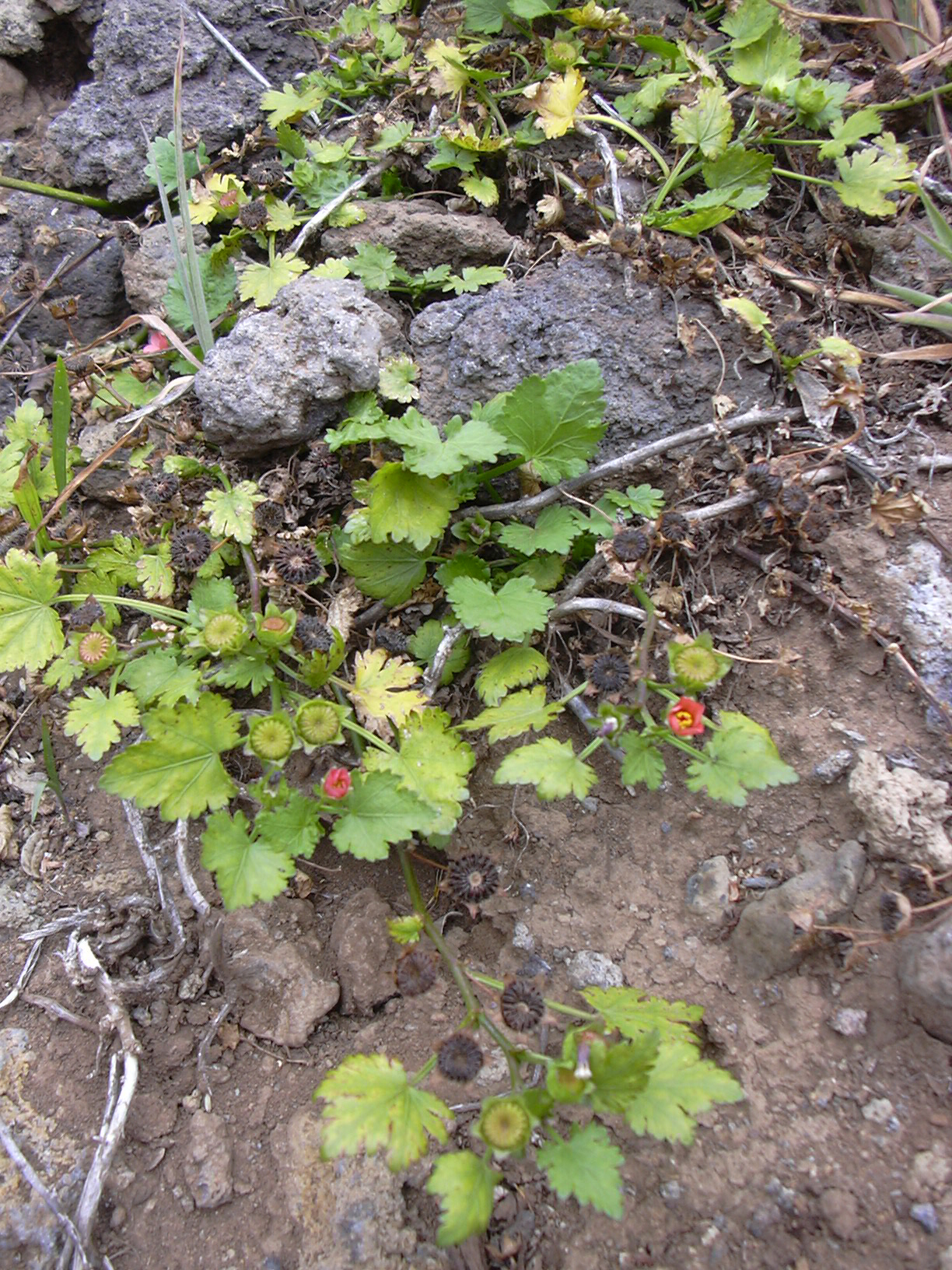